# Hiszam ibn Abd al-Malik
Hiszam ibn Abd al-Malik, arab. هشام بن عبد الملك, (ur. 691 w Damaszku – zm. 6 lutego 743 w Ar-Rusafa) – dziesiąty kalif z dynastii Umajjadów, panujący od stycznia 724 aż do śmierci.

## Życiorys
Był synem kalifa Abd al-Malika (685 - 705) i A'iszy Bint Hiszam z rodu Machzum, która nadała mu imię po swoim ojcu. W porządku sukcesji poprzedzali Hiszama jego starsi bracia, Al-Walid (705 - 715), Sulajman (715 - 717) i Jazid (720 - 724), a jego wstąpienie na tron poprzedziło też panowanie Umara ibn Abd al-Aziza (717 - 720). Hiszam został mianowany następcą tronu w roku 720 przez Jazida i został kalifem po jego śmierci w styczniu 724 roku. Według niektórych źródeł objęcie władzy zawdzięczał poparciu swojego brata, słynnego wodza Maslamy. Długie panowanie Hiszama jest tradycyjnie uznawane za "ostatni okres pomyślności i splendoru kalifatu Umajjadów".
Hiszam namiestnikiem kluczowej prowincji Iraku mianował Chalida ibn Abd Allaha al-Kasriego, którego porównuje się czasem z jego wielkimi poprzednikami na tym stanowisku, Zijadem ibn Abihim i Hadżdżadżem ibn Jusufem. Chalid zrobił wiele dla ekonomicznej pomyślności Iraku i podczas jego rządów w regionie panował spokój. Dopiero w roku 737 musiał on stłumić pomniejsze szyickie i charydżyckie rewolty, w rezultacie których pojmał i wysłał na egzekucję do Damaszku m.in. czołowego przedstawiciela kadaryzmu Ghajlana ibn Muslima. W roku 738 Chalid został oskarżony o przywłaszczenie sobie olbrzymiej sumy i namiestnikiem Iraku został Jusuf ibn Umar as-Sakafi, który prowadził politykę bezlitosnej eksploatacji prowincji. W roku 740 Jusuf krwawo stłumił powstanie Alidów, któremu przewodził Zajd ibn Ali. Ten ostatni zginął w walce, ale to od niego wziął swój początek zajdycki odłam szyizmu. "Poza tą rewoltą i pewnymi innymi niewielkimi szyickimi i charydżyckimi aktami buntu wewnętrzny spokój imperium za Hiszama nie był poważnie zagrożony".
Najpoważniejszym zagrożeniem dla kalifatu podczas panowania Hiszama były najazdy Chazarów na położone blisko centrum państwa Armenię i Azerbejdżan. Pierwszy wielki najazd Chazarów na Armenię miał miejsce w roku 722 i w następnym roku Arabowie przeprowadzili kontratak, który wyparł Chazarów za Kaukaz. W roku 725 Maslama został mianowany namiestnikiem Armenii i Azerbejdżanu i z sukcesem odparł szereg chazarskich ataków, a w roku 727 najechał nawet terytoria nieprzyjaciela. Następca Maslamy na stanowisku namiestnika, Dżarrah ibn Abd Allah al-Hakami, zginął w bitwie z Chazarami pod Ardabilem w roku 730. W wyniku tej straszliwej klęski spustoszony został cały Azerbejdżan, a oddziały tureckich koczowników dotarły nawet w rejon Mosulu. Hiszam zmobilizował wszystkie możliwe siły i w następnym roku odbił Azerbejdżan, zaś w roku 732 mianował namiestnikiem Armenii i Azerbejdżanu swojego kuzyna Marwana ibn Muhammada (744 - 750), przyszłego ostatniego kalifa z dynastii Umajjadów. Okazał się on zdolnym wodzem, któremu udało się ustabilizować granicę pomiędzy kalifatem a Chazarami. W roku 737 Marwan przeprowadził kampanię, podczas której zapuścił się daleko na terytorium przeciwnika i zdobył stolicę Chazarów, położony w delcie Wołgi Itil. Arabowie byli tak zdesperowani w swoim poszukiwaniu pomocy przeciwko Chazarom, że Marwan przyznał Armenii właściwie pełną autonomię pod przywództwem księcia Aszota (732 - 748) z rodu Bagratydów.
Chazarowie działali jako sprzymierzeńcy Bizancjum i Hiszam powrócił do dawnej praktyki corocznych wypraw łupieżczych na terytorium Anatolii. W roku 725 syn Hiszama Mu'awija dotarł ze swoją armią aż do Dorylaion, podczas gdy arabska flota zaatakowała Cypr. W roku następnym Maslama splądrował Kapadocję, po czym Mu'awija dotarł aż do Nicei. W roku 730 muzułmanie ponownie najechali Kapadocję, a w roku 732 złupili Paflagonię. W roku 739 zdobyto Ancyrę, było to jednak ostatnie bizantyńskie miasto kiedykolwiek zajęte przez Umajjadów. W roku 740 Bizantyńczycy dowodzeni przez cesarza Leona III (717 - 741) i jego syna Konstantyna (741 - 775) zniszczyli arabską armię w bitwie pod Akroinon w pobliżu Amorion. Poległ wówczas m.in. słynny już wówczas wojownik świętej wojny z Bizantyńczykami Abd Allah ibn al-Battal, który miał się stać później głównym bohaterem arabskiego romansu rycerskiego Sirat Zat al-Himma i tureckiego eposu Seyyid Battal. Po tej klęsce Hiszam osobiście stanął na czele armii by bronić przed Bizantyńczykami Malatyi, jednak wszelka myśl o podbojach w Azji Mniejszej musiała zostać porzucona.
W Azji Środkowej po śmierci jej zdobywcy Kutajby ibn Muslima w roku 715 Arabowie znajdowali się w defensywie, z trudem opierając się naporowi tureckich Türgeszów. W Mawarannahrze Turcy połączyli swoje siły z sogdyjskimi powstańcami i "do roku 728 jedynymi miejscami w dolinie rzeki Zarafszan, które pozostały w rękach muzułmańskich, były wielkie warowne miasto w Samarkandzie i mniejsze ufortyfikowane miasteczka Dabusijja i Kamardża [...] De facto utracono nawet Bucharę". W roku 731 nowy namiestnik Chorasanu, Dżunajd ibn Abd ar-Rahman al-Murri, poniósł dotkliwą klęskę walcząc z Türgeszami w tzw. Bitwie przełęczy i Arabowie z trudem utrzymali Samarkandę. Ich sytuacja jeszcze się pogorszyła, kiedy w roku 734 część arabskich wojowników pod wodzą niejakiego Harisa ibn Surajdża zbuntowała się przeciwko władzy namiestników. "Lata rewolty Harisa (734 - 736) oznaczają największy kryzys w dziejach arabskiego podboju Transoksani. Wydaje się, że utracono wszystkie terytoria za rzeką [tj. Amu-darią] z wyjątkiem Kesz. Odnosi się wrażenie, że sogdiański król Gurak był nawet w stanie odzyskać kontrolę nad swą dawną stolicą w Samarkandzie".
Hiszam powierzył nadzór nad prowincjami wschodnimi Chalidowi ibn Abd Allahowi al-Kasriemu, który w tej trudnej sytuacji oddał namiestnictwo Chorasanu swojemu bratu Asadowi. Asad starał się przekonać do muzułmanów miejscowych irańskich książąt, w czym dzięki swoim zdolnościami dyplomatycznym odniósł spore sukcesy. Tradycja przypisuje mu nawrócenie na islam zarówno Barmaka, protoplasty rodu Barmakidów, jak i Samanchody, przodka Samanidów. Kiedy w grudniu roku 737 Türgeszowie najechali Tocharystan Asad pokonał ich w bitwie pod Charistanem stojąc na czele armii złożonej z połączonych sił arabskich i kontyngentów lokalnych władców. Była to jedynie większa potyczka, jednak w rok po niej kagan Türgeszów, Sulu, został zamordowany przez swojego podwładnego, Kursula, i państwo Türgeszów rozpadło się. Asad zmarł w roku 738, jednak jego następca, Nasr ibn Sajjar, kontynuował jego politykę, i uwolnionym od naporu Turków Arabom udało się zabezpieczyć swoje panowanie w Azji Środkowej.
Pomimo wielu pojedynczych niepowodzeń, ostatecznie zatem Arabowie za panowania Hiszama umocnili swoją pozycję na Wschodzie. Inaczej stać się miało na Zachodzie. W roku 725 namiestnik Al-Andalus, Anbasa ibn Suhajm al-Kalbi, poprowadził wyprawę, która zapuściła się daleko w głąb południowej Galii, a następnie doliny Rodanu, zdobywając Carcassonne, Nîmes i Autun. Jednakże już w roku 732 kolejna ambitna wyprawa muzułmanów została pokonana przez Karola Młota w bitwie pod Poitiers, w której zginął ówczesny namiestnik Al-Andalus, Abd ar-Rahman al-Ghafiki. Kluczowe dla sytuacji Arabów na Półwyspie Iberyjskim miały się jednak okazać wydarzenia na terenie Maghrebu. Odpowiedzią na próbę zaprowadzenia surowego fiskalnego reżimu przez namiestnika Ifrikiji Ubajd Allaha ibn al-Habhaba było wielkie powstanie Berberów, które "objęło terytoria od Hiszpanii do Tunezji". Wielu z berberskich powstańców występowało pod hasłami charydżyckimi, jednak "przyczyny rewolty miały więcej wspólnego z nierównym traktowaniem Berberów przez ich arabskich zdobywców niż problemami doktrynalnymi dotyczącymi przywództwa muzułmańskiej społeczności".
Berberscy rebelianci początkowo w roku 741 zajęli Tanger i Tilimsan, po czym rozgromili wysłaną przeciwko nim przez Ubajd Allaha armię w tzw. "bitwie szlachetnych", nazywanej tak od wielkiej liczby arabskich wojowników, którzy w niej zginęli. W odpowiedzi na tę klęskę Hiszam zmobilizował nową armię pod wodzą Kulsuma ibn Ijada w Syrii i Egipcie, jednak także i ona poniosła druzgocącą porażkę z rąk Berberów w bitwie nad rzeką Subu, w której Kulsum zginął. W międzyczasie Berberowie stacjonujący w al-Andalus również się zbuntowali i namiestnik prowincji Abd al-Malik ibn Katan pokonał ich jedynie dzięki połączeniu sił z resztkami armii Kulsuma, które na Półwysep Iberyjski przeprowadził jego bratanek, Baldż ibn Biszr. Przybycie licznej grupy Syryjczyków do Al-Andalus szybko jednak doprowadziło do wybuchu walk pomiędzy nimi a miejscowymi Arabami. Tymczasem w Maghrebie kolejnemu wysłanemu przez Hiszama namiestnikowi, Hanzali ibn Safwanowi, udało się w roku 742 pokonać powstańców i odzyskać dla kalifatu przynajmniej Ifrikiję. Niemniej w roku 743 Berberowie zajęli Trypolis, a Abd ar-Rahman ibn Habib al-Fihri, dowódca, który przeżył "bitwę szlachetnych", powrócił z al-Andalus i zagarnął władzę jako niezależny namiestnik Maghrebu. Ta wielka rebelia Berberów oznaczała, że "ani Berberowie, ani Arabowie nie byli w stanie poświęcić zasobów ludzkich na rozszerzanie podbitego terytorium na zimne i nieprzyjazne pola i lasy Północy", co było być może najważniejszą przyczyną zaniechania muzułmańskiej ekspansji na terytorium Galii.
Panowanie Hiszama było okresem ekspansji administracji państwa, co jednak czasami prowadziło do wybuchu niezadowolenia opierającej się pomniejszaniu sfery jej autonomii ludności, czego najwymowniejszym przykładem była rewolta Berberów w Maghrebie. Kalif starał się prowadzić politykę równoważenia wpływów plemiennych stronnictw Mudarytów i Jemenitów, obsadzając stanowiska w administracji przedstawicielami obu ugrupowań. Pozostawił po sobie opinię ortodoksyjnego muzułmanina, prześladującego kadarytów i przyjaźniącego się z wielkimi tradycjonistami swoich czasów, Az-Zuhrim i Ibn Abi al-Zinadem. Był także zainteresowany historycznymi i administracyjnymi tradycjami Sasanidów, oraz miał wpływ na tworzenie arabskiego stylu kancelaryjnego przez jego sekretarzy, Abrasza al-Kalbiego i jego ucznia Abd al-Hamida. W sferze kultury najtrwalszym dziedzictwem Hiszama być może były jednak stworzone za jego panowania budowle. Budownictwo było jego pasją i w szczególności wiele z pozostawionych przez Umajjadów pustynnych zamków powstało w okresie jego władzy.
Hiszam starał się zapewnić sukcesję po sobie swoim synom, najpierw Mu'awiji, a potem Maslamie, którzy jednak obaj przedwcześnie zmarli. W tej sytuacji pogodził się z faktem, że jego następcą będzie Al-Walid ibn Jazid (743 - 744), przeznaczony do tej roli jeszcze przez swojego ojca. Przed swoją śmiercią zdążył jednak zantagonizować bratanka, który miał całkowicie odmienną osobowość i zainteresowania, przeciwko sobie i swojej wizji kalifatu. Hiszam zmarł na atak serca w swojej rezydencji w Ar-Rusafa. Spośród jego synów Sulajman miał odegrać istotną rolę w walkach sukcesyjnych w ostatnim okresie istnienia kalifatu Umajjadów. Wnuk Hiszama, Abd ar-Rahman ibn Mu'awija (756 - 788), został założycielem linii Umajjadów hiszpańskich.